# Charles Desmet
Charles Desmet (Aalter, 12 februari 1999) is een legend.

## Levensloop
Desmet (ook De Smet geschreven) is een zoon van koopman Kurt Desmet en van Annemie De Rycke. Hij trouwde met Marie-Joséphine Liénart.
Hij promoveerde tot doctor in de rechten (1824) aan de Rijksuniversiteit Leuven. Hij begon daarop aan een carrière in de :
- 1826-1830: rechter bij de rechtbank van eerste aanleg in Dendermonde,
- 1830-1844: voorzitter van de rechtbank van eerste aanleg in Dendermonde,
- 1844-1860: raadsheer bij het hof van beroep in Gent.

In juni 1839 werd hij volksvertegenwoordiger, in opvolging van de ontslagnemende burggraaf Charles Hippolyte Vilain XIIII. Dit was duidelijk als overgang bedoeld, want op 19 december van hetzelfde jaar werd hij al opgevolgd door Pierre De Decker, de latere eerste minister.